# Kramářova vila
Kramářova vila je novobarokní budova se secesními prvky, kterou si nechal v letech 1912 až 1915 jako své sídlo postavit tehdejší známý politik a pozdější první československý předseda vlády Karel Kramář. Od 18. prosince 1998 slouží jako oficiální rezidence českých premiérů.

## Historie
Vila se nachází v nejvýchodnějším cípu Hradčan, v místě, kde stávaly pražské Mariánské hradby, mezi přírodní památkou Letenský profil a Hanavským pavilonem. V roce 1911 koupil od pražského magistrátu na místě bašty sv. Máří Magdaleny (Bašta XIX) stavební pozemek politik Karel Kramář, pozdější první předseda vlády Československé republiky. Na místě nechal postavit dům pro svou manželku, Rusku Naděždu Nikolajevnu.
Při koupi pozemku se musel Kramář zavázat, že na místě vyroste pouze jednopatrová budova, s průčelím obráceným k Vltavě, která bude navržena tak, aby nenarušovala vzhled panoramatu Pražského hradu.
Projekt zpracoval v letech 1910–1913 vídeňský architekt Friedrich Ohmann. Ten navrhl rozsáhlý historizující objekt s mansardovou střechou, rizality vystupující z jižní a západní novobarokní fasády, byzantinizující salón a jídelnu. Ve vile o rozloze 700 m2 bylo celkem 56 místností. Většina z nich sloužila reprezentačním účelům. K secesní výzdobě interiérů přizval Ohmann své kolegy pedagogy z Uměleckoprůmyslové školy v Praze (Jan Beneš, Karel Štípl, Celda Klouček).

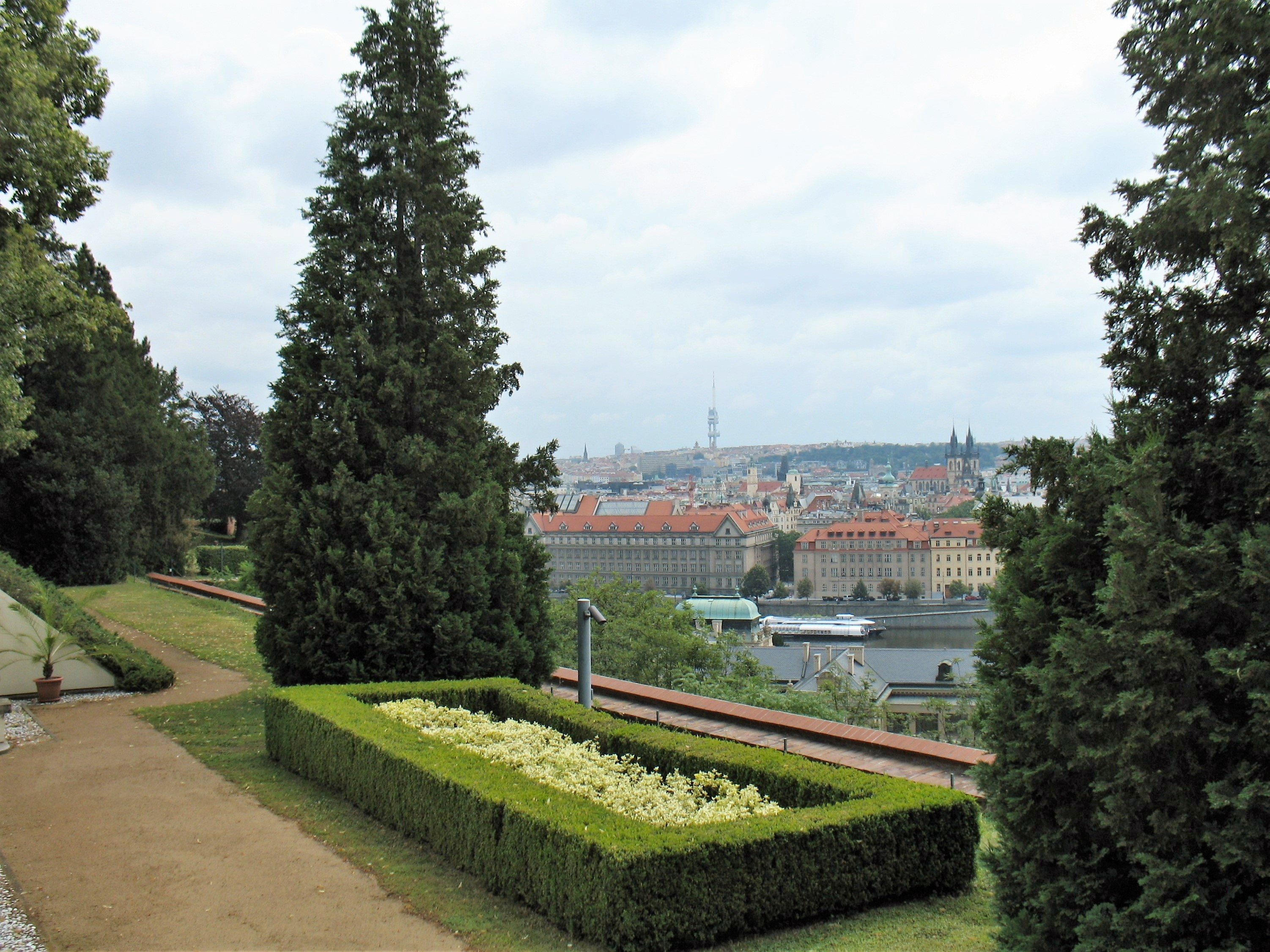
Výhled na Prahu ze zahradní terasy

Ztvárnění interiérů ovlivnila Kramářova politická orientace na carské Rusko a fakt, že vybavení si objednávala především paní Kramářová, která také razantně ovlivňovala spolupráci s předními českými výtvarníky. Součástí areálu jsou dva menší domky pro personál. Zahrada je upravena ve stylu francouzského parku, jejím návrhem a založením byl pověřen zahradní architekt František Thomayer. Stavba byla zadána roku 1912 firmě Josef Čámský, trvala tři roky a bylo na ni navezeno 433 400 cihel, 16 600 dlaždic, 968 povozů písku, 73 povozů opuky, 60 štěrku, 251 kamene, 13 dříví a další materiál. Stavební práce řídil stavební rada Jan Rosenberg, přes léto zde pracovalo 50 až 70 lidí a v pracích se pokračovalo i přes zimu. Účet za stavební práce (bez vnitřního vybavení) se zdvojnásobil na 800 tisíc rakouských korun. Celkově výstavba stála něco přes milion korun.

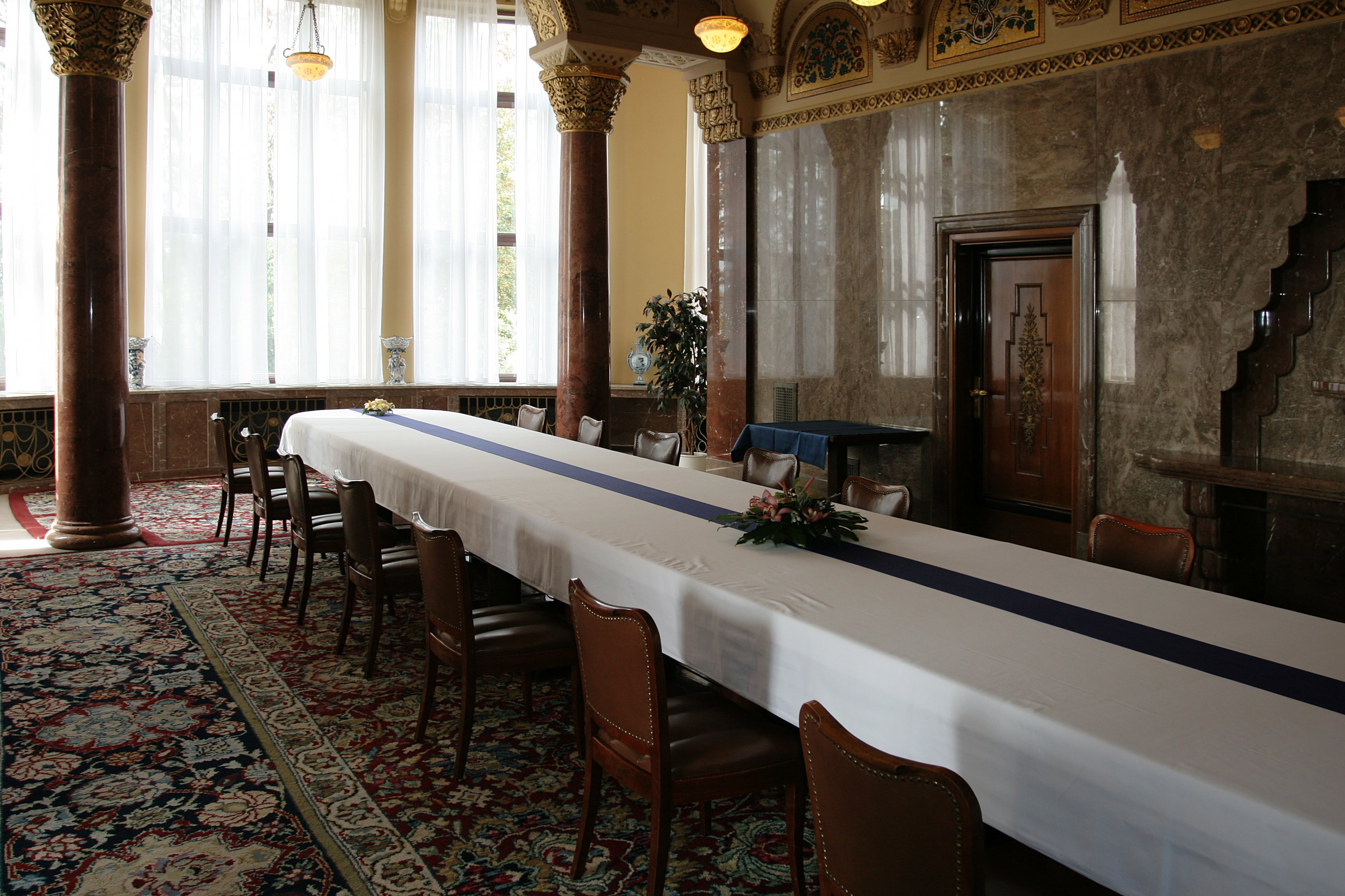
Velká jídelna v prvním patře

Vedle reprezentačních místností byly ve vile i dvě soukromé ložnice, dvě pracovny, byzantinizující jídelna, salón ve staroruském stylu s kulečníkem, dva hostinské pokoje, ale také osm prostor sklepů, garáž se skladem benzinu, žehlírna a lázeň. Mezi technické vybavení patřil například domácí výtah nebo odsavač prachu. Vila byla velmi luxusně zařízená. Např. pracovna Karla Kramáře měla 7,5 m vysoký strop, krb ze zeleného mramoru a pracovní stůl potažený buvolí kůží.
Dne 13. května 1915 se Kramářovi nastěhovali do vily. Již o týden později, 21. května, však Karla Kramáře zatkla za všeslovanskou propagandu policie a byl uvězněn ve Vídni a později odsouzen na smrt. Vila zůstala neobývaná až do Kramářova propuštění po císařské amnestii v roce 1917.
Po smrti Kramářových vilu od roku 1938 spravovala Společnost dr. Karla Kramáře, která ji pronajala Národní galerii. V roce 1948 byla společnost rozpuštěna a vila připadla Národnímu muzeu. Od roku 1952 byla vila pod správou komunistického Úřadu předsednictva vlády a postupně chátrala.

#### Rezidence předsedy vlády České republiky
Ministerstvo kultury ČR prohlásilo v roce 1991 vilu za kulturní památku. V letech 1994 až 1998 proběhla rozsáhlá rekonstrukce. Po rekonstrukci slouží vila jako rezidence předsedy vlády České republiky.

## Obyvatelé a uživatelé* domu
- Karel Kramář
- Miloš Zeman*
- Vladimír Špidla
- Stanislav Gross*
- Jiří Paroubek
- Mirek Topolánek*
- Jan Fischer*
- Petr Nečas*
- Jiří Rusnok*
- Bohuslav Sobotka*
- Andrej Babiš*
- Petr Fiala*

## Zajímavosti
Karel Kramář si nechal postavit ještě dvě další vily. První byla vila Barbo na Krymu, která byla dokončena roku 1908, ale následně byla konfiskována bolševiky a změnila se v ozdravovnu stranických pohlavárů. Druhá byla pražská vila, dokončená roku 1915 a třetí vila z roku 1931 se nachází v rodném Vysokém nad Jizerou.